# Punct de fierbere
Punctul de fierbere al unei substanțe este temperatura la care transformarea de la starea de agregare lichidă la cea gazoasă se petrece în volumul lichidului și nu doar la suprafață.
Întrucât punctul de fierbere depinde de presiune, aceasta trebuie precizată. Adesea punctul de fierbere se dă la presiunea de 1 atm (101325 Pa). Când presiunea crește, punctul de fierbere crește și el, până când se atinge punctul critic, la care proprietățile gazului și ale lichidului devin identice. În direcția opusă, prin scăderea presiunii punctul de fierbere scade până se atinge punctul triplu al substanței respective.
Procesul de fierbere implică o căldură pe care lichidul trebuie s-o primescă pentru a se transforma în gaz, numită căldura latentă de vaporizare, astfel că pe perioada cât lichidul fierbe și se transformă treptat în gaz, căldura transferată acestuia nu se manifestă printr-o creștere a temperaturii, de unde și calificativul de "latent".
La nivel molecular, punctul de fierbere corespunde situației în care moleculele de lichid au suficientă energie pentru a rupe forțelor intermoleculare de coeziune a lichidului. Căldura latentă de vaporizare reprezintă o măsură a mărimii acestor forțe.
Punctul de fierbere al apei la presiunea de o atmosferă fizică (101325 Pa) este foarte aproape de 100 °C. Presiunea atmosferică scade cu altitudinea și astfel și temperatura la care fierbe apa scade. De exemplu, pe vârful Everest (8848 m) apa fierbe la 69 °C.